# Molophilus (Molophilus) biaga
Molophilus (Molophilus) biaga is een tweevleugelige uit de familie steltmuggen (Limoniidae). De soort komt voor in het Australaziatisch gebied.